# Sathiyavijayanagaram
Sathiyavijayanagaram là một thị trấn thống kê (census town) của quận Tiruvanamalai thuộc bang Tamil Nadu, Ấn Độ.

## Nhân khẩu
Theo điều tra dân số năm 2001 của Ấn Độ, Sathiyavijayanagaram có dân số 5671 người. Phái nam chiếm 50% tổng số dân và phái nữ chiếm 50%. Sathiyavijayanagaram có tỷ lệ 68% biết đọc biết viết, cao hơn tỷ lệ trung bình toàn quốc là 59,5%: tỷ lệ cho phái nam là 78%, và tỷ lệ cho phái nữ là 57%. Tại Sathiyavijayanagaram, 12% dân số nhỏ hơn 6 tuổi.